# Борьба с терроризмом в Йемене
Борьба с терроризмом в Йемене — военные операции, проводимые правительством Йемена при поддержке США против «Аль-Каиды» и их союзников, находящихся на территории Йемена. Борьба с терроризмом продолжается в Йемене с 2001 года, но конфликт обострился 14 января 2010 года, когда президент страны, Али Абдалла Салех, открыто объявил войну «Аль-Каиде». Кроме «Аль-Каиды», Йемен также борется с шиитами на севере и сепаратистами (англ. South Yemen insurgency) на юге.

## Борьба с терроризмом в Йемене до объявления войны, с 2001 года до 14 января 2010 года

### 2009 год
С 2009 года в Республике Йемен действует организация «„Аль-Каида“ на Аравийском полуострове», которая на данный момент фактически контролирует обширный регион Юга и успешно перебрасывает боевиков и вооружение на территорию африканских государств.
- 20 декабря
  - Американские БПЛА нанесли в ночь на воскресенье, 20 декабря, ракетный удар по двум базам террористической организации «Аль-Каида», сообщает телеканал Fox News[15]. Атаке подверглись тренировочная база «Аль-Каиды», а также оперативная база организации, на который осуществлялась подготовка терактов против американских целей. В результате атаки американских БПЛА были убиты 24 боевика. Таким образом, число террористов «Аль-Каиды», убитых в последние дни в Йемене, достигло 58[15].
  - По информации источников в вооружённых силах США, в последнее время отделения «Аль-Каиды» в Йемене и Сомали получили подкрепление в виде боевиков, прибывших из Афганистана, сообщает радиостанция «Решет Бет»[15].

## Война с терроризмом «Аль-Каиды» в Йемене

### 2010 год
- 14 января 2010 года — Правительство Йемена объявило войну движению «Аль-Каида» в стране и предупредило своих граждан не оказывать пособничество сети «Аль-Каиды»[16].
- 15 января — В результате авиаудара ВВС Йемена погиб один из лидеров «Аль-Каиды» на Аравийском полуострове Касим ар-Рими. Кроме него погибли ещё пятеро боевиков[17][18]. По данным йеменского информационного агентства SABA, ар-Рими и ещё пятеро боевиков были уничтожены на севере страны в результате «точечного» авиаудара, нанесённого ВВС Йемена[17]. По данным агентства Reuters, авиаудар был нанесён по машине, на которой передвигались боевики[17].
- 1 ноября — Нефтепровод взорван во вторник на юге Йемена. Как сообщили представители местных властей, диверсия, за которой, скорее всего, стоят боевики действующей в стране ячейки «Аль-Каида», была совершена на магистральной ветке в провинции Шабва[19]. По их словам, обслуживанием повреждённого трубопровода занимается одна из южнокорейских компаний. Пока не известно, повлиял ли этот теракт на экспортные поставки «чёрного золота» из страны[19].
- ноябрь — Йеменская ячейка «Аль-Каиды», также известная как «Аль-Каида» на Аравийском полуострове", является одной из самых активных группировок в регионе и мире. В ноябре 2010 года её лидеры взяли на себя ответственность за крушение грузового самолёта в ОАЭ и за посылки с взрывными устройствами, обнаруженные в почтовых грузах близ Лондона и на складе в Дубае.

Активное вооружённое противостояние между боевиками «Аль-Каиды» и правительственными силами Йемена началось весной 2011 года, когда несколько сотен экстремистов захватили несколько городов в провинции Абья, в том числе её административный центр Зинджибар. Ряд населённых пунктов до сих пор остаётся под их контролем.
- 17 декабря — Правоохранительные органы провели спецоперации в провинции Абья и в районе города Архаб, что в 60 км от столицы страны Саны[20]. В рейдах была задействована авиация, которая подвергла бомбардировкам позиции террористов в Абье[21]. Как заявили представители центральных властей, экстремисты готовили террористические атаки против иностранцев и госучреждений, в том числе школ[21]. По данным МВД Йемена, террористы планировали задействовать в них восемь смертников[20]. В результате 34 боевика «Аль-Каиды» убиты, 17 арестованы[20].
- 18 декабря — Военно-воздушные силы Йемена 17 декабря нанесли несколько бомбовых ударов по лагерю «Аль-Каиды» на юге страны. В результате погибли 62 мирных жителя. Об этом в пятницу, 18 декабря, заявил лидер южных сепаратистов, бывший генсек Йеменской социалистической партии Али Салем аль-Бейд, который живёт в эмиграции за рубежом[21]. По свидетельству лидера южных сепаратистов, в числе погибших мирных жителей — 47 женщин и детей. Как утверждает бывший генсек Йеменской социалистической партии, заявления властей о присутствии международной террористической сети боевиков на юге страны не соответствуют действительности[21].

За последние несколько лет в Йемене неоднократно совершались теракты и диверсии, целью которых были иностранные туристы, сотрудники сил безопасности и объекты инфраструктуры страны — главным образом нефтяные. В совершении большинства этих атак власти обвиняют экстремистов из «Аль-Каиды» во главе с Усамой бен Ладеном, отец которого происходит из йеменской провинции Хадрамаут.

### 2011 год
Основная статья: Революция в Йемене (2011—2012)
С 20-х чисел января 2011 года в Йемене начались протесты против президента Салеха, целью которых была его отставка. В этот период «Аль-Каида» выступает как союзник других оппозиционных группировок и как одна из них.
- 7 января — Вооружённые боевики, подозревается «Аль-Каида», убили 12 солдат в засаде у Лавдар[23].
- 8 января — Вооружённые боевики, подозревается «Аль-Каида», атаковали КПП йеменской армии в Лахдже убив 4 солдат[23].
- 30 сентября — В Йемене убит идеологический лидер «Аль-Каиды» Анвар аль-Авлаки.

### 2012 год
- 15 января — Боевики «Аль-Каиды» захватили йеменский город Радда[24].
- 21 мая — В столице Йемена совершён самый кровавый теракт. Погибли 96 человек, ранены более 300[25].
- 12 июня — Правительственные войска восстановили контроль над административным центром провинции Абья — городом Зинджибар на юге Йемена[26].
- 3 августа — Взорваны были два рынка в столице страны Сане и в расположенном в 200 км к югу от неё городе Таиз. Жертвами терактов стали 7 человек[27].
- 4 августа — В городе Джаар йеменской провинции Абья в результате атаки террориста-смертника погибли по меньшей мере 42 человека и 37 получили ранения[28].
- 10 сентября — Саид Шихри, известный как второй человек в командовании «Аль-Каиды» на Аравийском полуострове (АКАП), был убит в ходе операции на юге Йемена[29].

### 2013 год
- 20 сентября — В результате атаки боевиков «Аль-Каиды» на военную часть в Йемене погибли 56 человек[30].
- 26 ноября — В результате атаки боевиков «Аль-Каиды» на одну из гостиниц Саны погиб один белорусский советник, работавший при Министерстве обороны Йемена. Ещё один был ранен, но позже скончался в больнице[1]. (см. Расстрелы в Сане)
- 6 декабря — Нападение на министерство обороны в столице Йемена городе Сана, в результате погибли 52 человека[31].

### 2014 год
Основная статья: Гражданская война в Йемене (с 2014)
- 31 августа — Боевики «Аль-Каиды» совершили две атаки с участием террористов-смертников на позиции солдат армии Йемена на юге страны, погибли не менее 13 военнослужащих[32].
- 10 октября — В Йемене в результате двойного теракта погибли 86 человек[33].
- 2 ноября — По меньшей мере 20 солдат йеменской армии погибли в результате нападения боевиков «Аль-Каиды» в провинции Ходейда[34].

### 2015 год
- 7 января — В йеменской Сане прогремел взрыв, унёсший жизни десятков человек[35].
- 23 января — Власти США приняли решение о замораживании контртеррористической операции против «Аль-Каиды» в Йемене. Сделать это Вашингтону пришлось после падения проамериканского правительства в Сане и захвата столицы шиитскими отрядами, ориентирующимися на Иран[36].
- 12 февраля — «Аль-Каида» объявила о своём присоединении к «Исламскому государству»[37].
- 20 марта — В результате теракта в Сане погибло 137 человек[38].
- 21 марта — Боевики «Аль-Каиды» взяли под свой контроль город Аль-Хута в южной части Йемена[39].
- 26 марта — В результате тройного теракта погибли 27 человек[40].
- 12 июня — Убит эмир АКАП Насир аль-Ухайси[41].
- 16 июня — Новым эмиром «Аль-Каиды» на Аравийском полуострове стал Касим ар-Рими[42].
- 22 августа — Боевики «Аль-Каиды» взяли под контроль ключевые районы портового города Аден[43].
- 1 декабря — Боевики «Аль-Каиды» захватили города Зинджибар и Джаар на юге Йемена[44].

### 2016 год
- 25 апреля — Войска саудовской коалиции отбили у «Аль-Каиды» йеменский город Эль-Мукалла, который считался «столицей» Аль-Каиды в Йемене[45].
- 15 мая — В городе Эль-Мукалла в Йемене в результате подрыва смертника, осуществлённого близ здания, где размещались новобранцы, погибли 30 человек[46].
- 27 июня — В результате тройного теракта в городе Эль-Мукалла на юге страны, погибло 38 человек, 24 ранено[47].
- 6 июля — Два взрыва заминированных автомобилей произошли у входа на военную базу неподалёку от аэропорта Адена. Погибли 10 человек[48].
- 29 августа — в Адене начинённый взрывчаткой автомобиль протаранил людей на территории армейского тренировочного лагеря. В результате атаки 71 человек погибли, 100 пострадали[49].
- 10 декабря — В городе Аден террорист-смертник убил по меньшей мере 50 йеменских солдат и ранил ещё по меньшей мере 70 человек.
- 18 декабря — На военной базе в городе Аден в результате теракта, устроенного смертником, погибли более 40 военных[50].

### 2017 год
- 29 января — один американский военнослужащий погиб, и трое других получили ранения в ходе операции против «Аль-Каиды», при этом убив 14 боевиков и минимум 13 мирных жителей[51].
- 30 января — Три катера со смертниками на борту атаковали боевой корабль у побережья на западе Эль-Ходейды. Два члена команды фрегата были убиты, трое получили ранения[52].
- 8 апреля — Около 20 человек погибли при теракте в Йемене[53].
- 1 сентября — В Йемене произошёл теракт, 7 человек погибли, 11 ранены[54].
- 8 октября — В Йемене убиты пять боевиков «Аль-Каиды»[55].
- 5 ноября — Теракт в Йемене, погибли 46 человек[56].
- 14 ноября — Не менее шести военных погибли, более 25 получили ранения при взрыве у штаба сил безопасности в городе Аден на юге Йемена[57].
- 20 ноября — В результате взрыва бомбы на юге Йемена погибли двое военнослужащих.
- 28 ноября — В Йемене в результате теракта погибли 4 человека.

### 2018 год
- 9 января — В Йемене убиты 4 боевика «Аль-Каиды».
- 30 января — В результате теракта на юге Йемена погибли 15 человек[58].
- 18 февраля — Правительственные войска Йемена сообщили, что при поддержке «аравийской коалиции» во главе с Саудовской Аравией ликвидировали на востоке страны 23 боевика террористической сети «Аль-Каида». Боевики были убиты спецназом в ходе операции «Фейсал» по выдворению каидовцев из их главного оплота в провинции Хадрамаут — долины Эль-Мусейни. Как заявил губернатор Хадрамута генерал-майор Фарадж аль-Бехсини, армейская операция в этом регионе успешно завершена, идёт преследование террористов в других районах[59].
- 24 февраля — В Йемене произошёл двойной теракт, направленный против сил антитеррористической операции. В результате погибли 14 человек[60].
- 26 февраля — Объединённые Арабские Эмираты объявили о начале операции «Стремительный карающий меч», направленной против боевиков АКАП («Аль-Каида» на Аравийском полуострове) в йеменской провинции Шабва.
- 19 марта — В Йемене трое военнослужащих погибли в результате атаки боевиков «Аль-Каиды».
- 22 марта — США нанесли удар по штабу йеменской «Аль-Каиды».
- 26 апреля — Один из высокопоставленных командиров «Аль-Каиды» погиб в Йемене в результате удара с беспилотника.
- 15 мая — Американский беспилотник уничтожил четверых членов «Аль-Каиды» в провинции Шабва на юге Йемена.
- 26 октября — На западе Йемена в результате терактов погибло более 20 человек.

### 2019 год
- 8 января — В Йемене на центральном рынке прогремел взрыв, как минимум два человека погибли.
- 15 января — ВВС коалиции разбомбили пункт боевиков «Аль-Каиды» на юге Йемена.
- 29 января — Шесть человек погибли в результате теракта в Йемене.
- 13 февраля — В результате взрыва бомбы в Йемене погибли трое военнослужащих.
- 8 июня — Командир батальона армии Йемена погиб в результате теракта в городе Ходейда.
- 1 августа — Теракт в Йемене: 49 человек погибли.
- 19 сентября — Шестеро военнослужащих погибли, еще 12 были ранены в результате атаки на КПП правительственных войск в провинции Шабва на юге Йемена.

### 2020 год
- 7 февраля — США заявили о уничтожении одного из главарей «Аль-Каиды» Касима ар-Рими[61].
- 24 февраля — «Аль-Каида» подтвердила гибель одного из своих лидеров Касима ар-Рими[62].
- 9 августа — движение «Ансар-Аллах» (хуситы) начало масштабное наступление на позиции террористов в провинции Аль-Бейда.
- 18 августа — Снайперы хуситов провели операцию против ИГ и «Аль-Каиды» в провинции Хаджах.
- 19 августа — После разгрома основных сил «Исламского государства» хуситы продолжили продвижения в провинциях Аль-Байда и Мариб, заняв несколько высот и небольших поселков. Террористы «Исламского государства» заявили, что в результате оборонительных боев в провинции Аль-Байда хуситам были нанесены значительные потери в живой силе[источник не указан 598 дней].
- 21 августа — Военное командование хуситов выпустило большой видеоотчет о разгроме террористов «Исламского государства» и «Аль-Каиды» в провинции Аль-Байда. Это — самое крупное поражение ИГ в Йемене за последние годы. Хуситы утверждают, что освободили значительную территорию, уничтожили много боевиков и взяли большие трофеи. В ходе боевых действий в провинции Аль-Байда были уничтожены или взяты в плен более 250 боевиков ИГ и «Аль-Каиды» в Йемене[источник не указан 619 дней].